# E-코너 모듈
e-코너 모듈(영어: Electronic corner Module)은 조향ㆍ제동ㆍ현가ㆍ구동 시스템을 차량의 바퀴 하나에 통합시킨 현대모비스의 신기술이다.

## 상세
2018년, 소비자 가전 전시회 2018에서 e-코너 모듈의 컨셉을 처음 공개한 후 2021년 10월 24일, e-코너 모듈 개발을 완료했다.
e-코너 모듈은 각 바퀴들이 축으로 연결되지 않고 각자 독립적인 제어 시스템을 갖춰 차량 공간의 자유로운 설계가 가능하며 휠베이스 변경, 도어 방향, 차량의 크기 설계 등이 자유롭다. 또한, 기존 약 30도 정도의 회전만 가능하던 바퀴와 구동계의 기계적 연결을 없앤 덕분에 90도까지 회전할 수 있어 크랩 주행, 제로 턴 등이 가능하다.

이후 2023년 4월, e-코너 모듈의 주요 기능을 모듈화해 탑재한 e-코너 시스템이 장착된 아이오닉 5의 실제 도심 주행 현장을 최초 공개했다.

## 주요 기능
- 크랩 주행: 4개의 바퀴를 직각으로 조향해 평행 이동이 가능한 기술, 게처럼 옆으로 이동하여 평행 주차 가능
- 제로턴: 전륜 내측 조향, 후륜 외측 조향 후 모터를 구동하여 제자리에서 후진없이 전진주행으로 방향 전환 가능
- 대각선 주행(사선 주행): 휠의 구동축을 같은 방향으로 조향한 후 원하는 방향으로 이동하여 짧은 구간에서 장애물 회피 가능
- 피봇턴(중심축 회전): 컴퍼스로 원을 그리듯 특정 위치를 중심축 삼아 운전자가 지정한 각도만큼 차량 회전 가능

## 같이 보기
- 현대자동차그룹
- 현대모비스
- 엠비전 POP
- 자동차